# Arp 299
Arp 299 es un grupo de galaxias aproximadamente a 134 millones de años luz en la constelación de la Osa Mayor.
IC 694 es la galaxia principal, mientras que NGC 3690 es la galaxia secundaria.  Ambas son galaxias irregulares barradas.
La interacción de las dos galaxias en Arp 299 es producida por una potente y joven zona de brote estelar similar al de II Zw 96.  Han sido detectadas 6 supernovas en Arp 299 (SN 1992bu, SN 1993G, SN 1998T, SN 1999D las cuales se observaron en NGC 3690 mientras que SN 1990al y SN 2005U fueron vistas en IC 694).